# Hymenocephalus aterrimus
Hymenocephalus aterrimus es una especie de pez de la familia Macrouridae en el orden de los Gadiformes.

## Morfología
Los machos pueden llegar alcanzar los 20 cm de longitud total.

## Hábitat
Es un pez de aguas profundas que vive entre 340-1.348 m de profundidad.

## Distribución geográfica
Se encuentran en las Islas Hawái